# Fernando López Arias
Fernando López Arias (Suchilapan del Río, Veracruz; 8 de agosto de 1905-Ciudad de México, 3 de julio de 1978) fue un abogado y político mexicano, miembro del Partido Revolucionario Institucional. Fue gobernador de Veracruz entre 1962 y 1968.

## Su infancia
Sus padres Francisco V. López y Rebeca Arias. Sus estudios primarios los realizó en la Ciudad de Orizaba y una vez finalizados su padre lo envió a la Ciudad de México con el objeto de que se preparara para ejercer el comercio a través de cursos en la Escuela Inglesa. Pero en 1921, inclinado por la carrera de derecho, se trasladó a la Ciudad de Xalapa para ingresar en la Escuela de Bachilleres y continuar sus estudios universitarios.

## Práctica profesional
Obtuvo la Licenciatura en Derecho e inició la práctica profesional como Juez y como Agente del Ministerio Público en diversos pueblos y ciudades veracruzanas al mismo tiempo que le llamaba la atención el juego político. En 1936, el Partido Nacional Revolucionario lo designó como su presidente estatal en Veracruz.
En 1939 actuaba como Secretario General de la Confederación Nacional Obrero Popular (C.N.O.P.). En 1940 resultó elegido diputado federal y durante tres años se desempeñó como oficial mayor de la Cámara de Senadores a la que ingresó en 1946 como legislador en representación de su estado. En esa misma época actuó también como Secretario General de la Confederación Nacional de Organizaciones Populares (1946-1953).
Fue Oficial Mayor del Departamento del Distrito Federal durante la regencia de Ernesto P. Uruchurtu. El presidente Adolfo Ruiz Cortines lo designó Consejero de la Presidencia y posteriormente se desempeñó como oficial mayor y subsecretario de la Secretaría de Bienes Nacionales.
De este último cargo, fue nominado por el entonces presidente Adolfo López Mateos como procurador general de la República, y poco después fue nombrado magistrado y presidente del Tribunal Superior de Justicia de la Nación.

## Candidatura
Renunció al cargo de procurador general de la República para aceptar su candidatura a la Gubernatura del Estado de Veracruz, apoyado por el PRI, puesto que asumió el 1 de diciembre de 1962 para el periodo 1962-1968.

## Muerte
Falleció en la Ciudad de México el 3 de julio de 1978 a los 72 años de edad.